# 佐藤弘
佐藤 弘（さとう ひろし、1980年11月23日 - ）は、日本の小説家。

## 経歴
- 東京都出身。
- 多摩市立東愛宕中学校、東京都立三鷹高等学校、日本大学藝術学部文芸学科卒業。
- 図書印刷株式会社勤務を経て、2004年に「真空が流れる」で第36回新潮新人賞小説部門を受賞。

## 著作

### 単行本
- 『オブラディ・オブラダ』（2006年10月25日、光文社、ISBN 9784334925215）
- 『陽気で哀しい音楽に』（2007年10月15日、ポプラ社、ISBN 9784591099162）
- 『ラ行の軽快なハミングで』（2008年8月、光文社、ISBN 9784334926298）
- 『永遠とワンフレーズ』（2012年6月30日、イースト・プレス、ISBN 9784781608112）

### 単行本未収録作品
- 真空が流れる（『新潮』2004年11月号）
- 拍手と手拍子（『新潮』2005年11月号）
- シンクロナイズドメロディ（『新潮』2007年10月号）
- 夕陽のワルツ（『野性時代』51号 2008年2号）
- あの手紙の中で集まろう（『早稲田文学増刊　WASEBUN U30』2010年2月）
- for a season（『サリー・スコット　Nikukyu Issue #01 2010 Spring』）
- Harmony Again（『サリー・スコット　Nikukyu Issue #09 2012 Spring』）
- 連続短編小説「ドラマ」

1. 第一話（『「旬」がまるごと』23「かぶ」2011年3月号）
2. 第二話（『「旬」がまるごと』24「レタス」2011年5月号）
3. 第三話（『「旬」がまるごと』25「そらまめ」2011年7月号）
4. 第四話（『「旬」がまるごと』26「とうがらし」2011年9月号）
5. 第五話（『「旬」がまるごと』27「さけ」2011年11月号）
6. 第六話（『「旬」がまるごと』28「ほたて」2012年1月号）
7. 最終話（『「旬」がまるごと』29「しお」2012年3月号）

### 書評
- 柴崎友香『フルタイムライフ』書評（『新潮』2005年7月号）